# 여자를 몰라
《여자를 몰라》는 2010년 7월 26일부터 같은 해해 12월 31일까지 방영되었던 SBS 아침연속극이었다.

## 줄거리
두 여자의 목숨보다 소중한 가족을 열망한 네 남녀의 사랑과 로망을 가진 드라마이다.

## 등장 인물

### 주요 인물
- 김지호(이민정)
- 채민서(오유란)
- 임호(강성찬)
- 고세원(박무혁)

### 주변 인물
- 이경진(한평자 여사) : 민정&무혁 친정엄마
- 구승현(이사랑) : 민정&성찬 아들
- 정경순(고미애) : 민정, 무혁 친구, 해피데이 사장
- 문지인(오경란) : 유란 여동생
- 임예진(장금숙 여사) : 성찬 모친
- 이정길(강 교장) : 성찬 부친
- 기주봉(박 사장) : 플로라 회장, 민정&무혁 아버지
- 박정우(마강수) : 무혁 외삼촌
- 백승현(김진우)
- 박선준(진강호) : 플로라 상품기획실장
- 박영진(주 기자)
- 조승희

## 동시간대의 드라마
- 엄마도 예쁘다 (KBS2)
- 사랑하길 잘했어 (KBS2)
- 주홍글씨 (MBC)

## 연장
- 여자를 몰라 방영 분량이 100부작에서 9회 연장되어 109부작으로 변경.확정되었다.

## 같이 보기
- 대한민국의 텔레비전 프로그램 목록